# Marinegeschichte
Marinegeschichte ist ein Teilgebiet der Militärgeschichte.  
Objekte von Forschung und Lehre können z. B. die Geschichte einzelner Marinen oder Gruppen von Marinen oder Schiffstypen (z. B. Geschichte der Flugzeugträger) sein. Geforscht und gelehrt wird an Hochschulen und an Ausbildungsstätten der Marine (Marineschule, Marineakademie). 

## Museen
Viele Museen bieten auch Exponate bzw. Materialien zu Teilen der Marinegeschichte. Siehe Kategorie Maritimes Museum. 